# ISO 28000
Die Norm ISO 28000 Spezifikationen für Sicherheitsmanagementsysteme für die Lieferketten ist eine umfassende Managementsystemnorm für das Security Management, die es einer Organisation insbesondere erlaubt, ein vollständiges System für die Sicherheit in der Lieferkette aufzubauen. Die Verantwortung für die Norm wurde dem ISO/TC Security and resilience übertragen, welches 2019 entschieden hat, eine Revision der ISO 28000 durchzuführen.

## Inhalte
Die Forderungen der ISO 28000 beinhalten die Prüfung aller wichtigen Aspekte, um die Sicherheit innerhalb der gesamten Lieferkette zu erhöhen. Betroffen sind die Bereiche Finanzierung, Produktion, Informationsmanagement, Infrastruktur für Verpackung, Lagerung und der Transport von Gütern zwischen den verschiedenen Transportmitteln und Lieferorten. Es werden unter anderem die Einhaltung rechtlicher Forderungen und der Umgang mit identifizierten Sicherheitsrisiken auf Basis der ISO 14001 und ISO 9001 überprüft; dies deckt sich in Teilen mit den Vorschlägen der Transported Asset Protection Association (TAPA).
Mit ISO 28000 soll einem Unternehmen die Möglichkeit gegeben werden, systematisch die Risiken der Lieferkette aufzuspüren und Maßnahmen dagegen einzuleiten. Die Zertifizierung erfolgt durch akkreditierte Zertifizierungsgesellschaften.

## Revision der Norm
ISO/TC 292 hat eine Arbeitsgruppe für die Überarbeitung und Aktualisierung der Norm etabliert (WG 8). Ihr Anwendungsbereich wird im Rahmen der Revision nur insoweit geändert werden, als der Wortlaut an aktuelle Anforderungen angepasst wird. Um die Integration des Security Management Systems einer Organisation mit deren anderen Managementsystemen zu erleichtern, wird die Struktur der Norm an die Struktur der anderen, moderneren Managementsystemnormen der ISO, die bereits einer einheitlichen Struktur folgen, angepasst (z. B. Qualitätsmanagement, Energiemanagement, Business Continuity Management).
Es ist nicht geplant, bestehende Anforderungen der Norm zu entfernen oder neue hinzuzufügen, sodass Organisationen die bereits nach ISO 28000 zertifiziert sind, keine Probleme aufgrund der Überarbeitung zu erwarten haben. Die Länder mit der größten Anzahl an Zertifikaten waren 2016 Indien (425), Japan (299), Spanien (231), die Vereinigten Staaten (223) und das Vereinigte Königreich (197).
Experten, die die Revision unterstützen wollen, sollten bei ihrer nationalen Normungsorganisation in Erfahrung bringen, wie sie Aufnahme in der ISO/TC 292 WG 8 finden können. Eine Liste der Organisationen wird von ISO bereitgestellt.

## Verwandte Normen
- ISO 28001: Gute fachliche Praxis zur Einführung von Sicherheitssystemen der Lieferkette, Beurteilung und Planung – Anforderungen und Leitfaden;
- ISO 28004-1: Leitfäden für Grundsätze, Systeme und unterstützende Arbeitstechniken;
- ISO 28004-2: Leitfaden für die Anwendung von ISO 28000 zur Einführung bei kleinen und mittleren Seehafen-Betrieben;
- ISO 28004-3: Zusätzlicher besonderer Leitfaden für kleine und mittlere Unternehmen mit dem Ziel, ISO 28000 einzuführen (andere als Seehafenbetriebe);
- ISO 28004-4: Zusätzlicher besonderer Leitfaden zur Implementierung von ISO 28000, wenn Übereinstimmung mit ISO 28001 das Management-Ziel ist.